# Edmund Michael
Edmund Michael (1849 - 1920) foi um micologista alemão.
Estudou agronomia em Leipzig, e foi docente na Academia de Agricultura de Auerbach, em 1884. Sua maior contribuição foi a publicação do guia de campo "Führer für Pilzfreunde".

## Obras
- Führer für Pilzfreunde. Die am häufigsten vorkommenden essbaren, verdächtigen und giftigen Pilze. 
  - 2. Auflage, Förster & Borries, Zwickau 1896 doi:10.5962/bhl.title.1635
  - 3. Auflage, Förster & Borries, Zwickau 1898 doi:10.5962/bhl.title.3898
  - 3. Auflage, Förster & Borries, Zwickau 1901–1905 doi:10.5962/bhl.title.3896